# Филокле
Филокле (грч. Φιλοκλῆς), био је атински трагични песник активан током 5. века пре нове ере. Преко своје мајке Филопате ( грч. Φιλοπαθώ), имао је три славна стрица: Есхила, познатог песника, Кинегира, јунака битке код Маратона, и Амејнија, хероја битке код Саламине. Суда тврди да је Филокле био отац трагичара Морсима, који је био отац трагичара Астидаме старијег и отац трагичара Астидаме Млађег.

## Ради
Према енциклопедији Суди, Филокле је написао 100 трагедија. 
Он је најпознатији по томе што је освојио прву награду у такмичењу против Софокловог Цара Едипа. Филокле је такође написао драму на тему Тереја, која је пародирана у Аристофановим Птицама. Филоклеов Тереј је био део његове тетралогије Пандион. Постојећи фрагмент показује да је Филокле написао драму која покрива причу о Хермиони, Неоптолему и Оресту, чиме се такође бави и Еурипид у драми Андромаха и Софокле у Хермиони. У Филокловој верзији мита о Хермиони, Хермиону је њен отац Менелај верио за Неоптолема док је била трудна са Орестовим дететом. Филокле је написао и драме под насловом Едип и Филоктет. Суда такође наводи називе Филоклових драма: Еrigone, Nauplius, Oineus, Priam, and Penelope.